# Makian
La Isla de Makian (en indonesio: Pulau Makian) es una isla volcánica, parte de las islas Molucas (en la división administrativa Maluku Utara) en Indonesia. Se encuentra cerca del extremo sur de una cadena de islas volcánicas de la costa occidental de Halmaherato (región Halmahera), al sur de Tidore y al norte de Bacan.
La isla tiene 10 kilómetros de ancho, y su cumbre alcanza los 1357 metros de alto y está formada por un gran cráter de 1,5 kilómetros de ancho, con un pequeño lago en su lado noreste. Hay cuatro conos parásitos en las laderas occidentales de Makian. El Volcán Makian es también conocido como el Monte Kiebesi (o Kie Besi).